# Kardiogram (film)
Kardiogram – polski dramat psychologiczny z 1971 roku w reżyserii Romana Załuskiego, zrealizowany na podstawie powieści Nigdy na świecie autorstwa Aleksandra Minkowskiego i według scenariusza Ireneusza Iredyńskiego.
Film nakręcono w Szczebrzeszynie, Zamościu i we wsi Brody Małe.

## Obsada
- Tadeusz Borowski – doktor Adam Rawicz
- Anna Seniuk – Teresa
- Halina Kowalska-Nowak – Wilińska
- Bogusz Bilewski – komendant MO
- Adolf Chronicki – dyrektor szkoły
- Eliasz Kuziemski – ksiądz
- Ferdynand Matysik – doktor Dłuski
- Józef Nowak – sekretarz partii
- Bolesław Płotnicki – Weremiuk
- Włodzimierz Nowak – Jacek, kolega Rawicza ze studiów

Źródło: Filmpolski.pl.